# Alticorpus pectinatum
Alticorpus pectinatum è una specie di Ciclidi haplochromini endemica del Malawi. Il suo habitat naturale sono i laghi di acqua dolce.